# Kumbaya

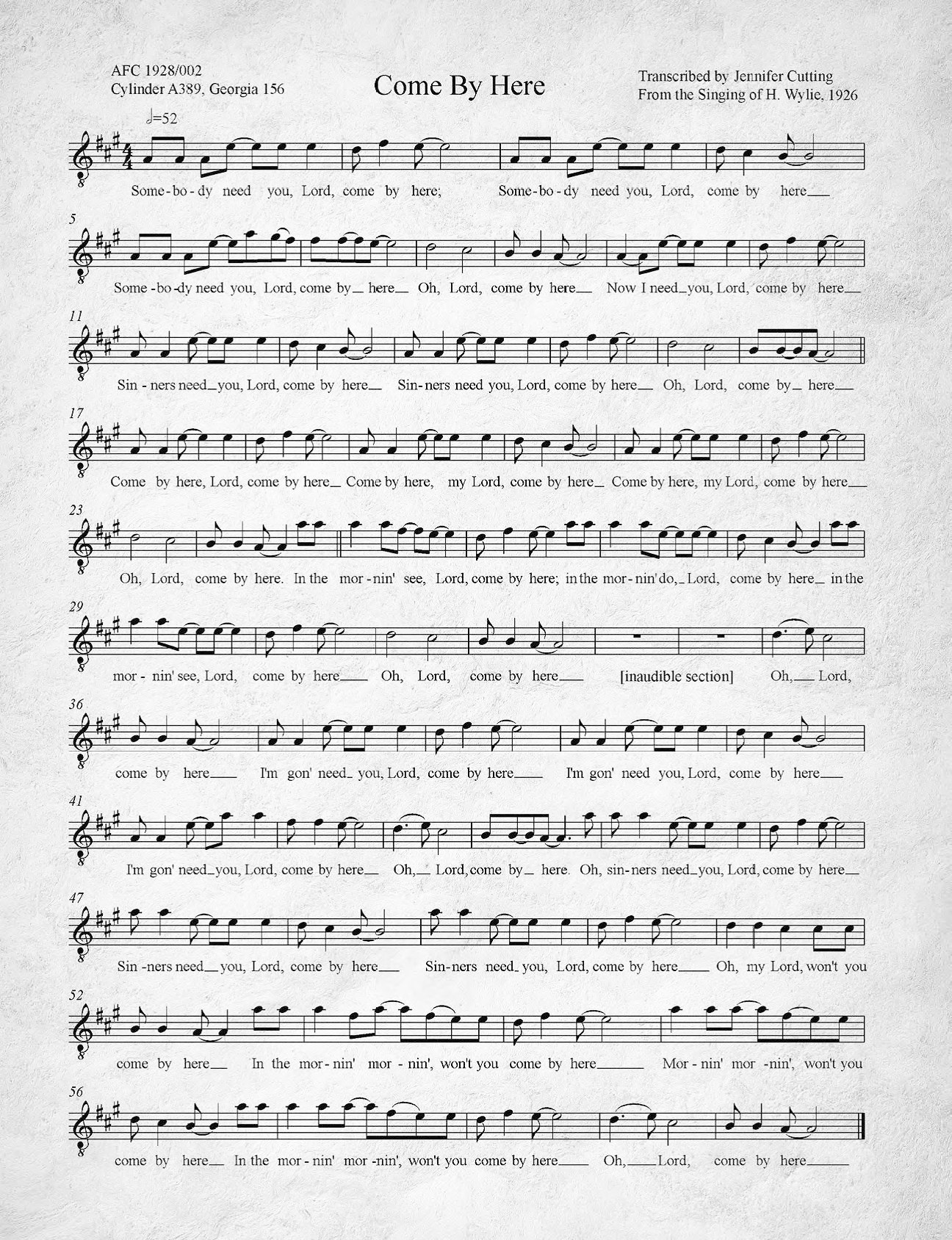
Het transcript van Kum by yah, zoals vastgelegd in 1926 naar aanleiding van de opname van ene H. Wylie

Kumbaya, correct geschreven als Kum ba yah, is een Afro-Amerikaans spiritueel lied waarvan de herkomst onduidelijk is. Het werd oorspronkelijk gezongen in het Gullah, een creoolse taal die werd gesproken door de slaven in de kuststreken van Florida, South Carolina en Georgia. Het betekent in het Nederlands kom hierlangs en is een oproep aan God om te hulp te komen.

## Achtergrond
De precieze oorsprong van het lied is onbekend. De twee eerste gedocumenteerde versies dateren allebei uit 1926. Een versie werd ingediend door de studente Minnie Lee bij haar leraar Julian Boyd, later hoogleraar in de geschiedenis op Princeton. Robert Winslow Gordon maakte in 1926 een opname op een wasrol bij een project om oude volksmuziek vast te leggen. Het lied werd gezongen door ene H. Wylie, ergens in Georgia. De precieze locatie is niet bekend.
Het lied werd populair in de jaren vijftig en zestig van de twintigste eeuw. In de Verenigde Staten was er een hernieuwde aandacht voor volksmuziek. Verschillende groepen kwamen met een eigen uitgave. Het meest bekend is waarschijnlijk de versie van Joan Baez. Het lied werd veel gezongen in door scoutinggroepen en rond kampvuren, maar werd ook gebruikt binnen de burgerrechtenbeweging, bijvoorbeeld tijdens de mars van Selma naar Montgomery voor het afdwingen van kiesrecht voor de zwarte bevolking.
De titel van het lied wordt in Angelsaksische landen vaak sarcastisch gebruikt, ofwel om de spot te drijven met spiritualiteit en interpersoonlijke relaties of om hun oppervlakkigheid te bekritiseren.
Sinds het begin van de jaren 1990 wordt vaak naar het lied verwezen op een sarcastische toon. Meestal gebeurt dit met als doel een andere partij te verwijten te verzoeningsgericht of te optimistisch te zijn, zonder daadwerkelijk in te gaan op bepaalde twistpunten. Een voorbeeld is president Barack Obama die over het Israëlisch-Palestijns conflict zei: "Het kan niet teruggebracht worden tot het vasthouden van elkaars hand en "Kumbaya" zingen". De Republikeinse presidentskandidaat Mike Huckabee reageerde in 2012 toen de vraag speelde of verschillende ideologisch aan elkaar verwante kandidaten zich niet beter rondom een persoon konden scharen: "Er komt geen magisch moment waarop drie of vier van deze mensen rond het kampvuur gaan zitten om marshmallow te roosteren, Kumbaya te zingen en een knikje geven richting hun concurrent".